# Aloe mitriformis
Aloe mitriformis é uma espécie de liliopsida do gênero Aloe, pertencente à família Asphodelaceae.